# Cristos crucificat (pictură de Velázquez)
Cristos crucificat este o pictură realizată în ulei pe pânză de către artistul spaniol Diego Velázquez în 1632.
În timpul șederii sale la Roma, Velázquez a realizat diverse studii nud pe care le-a folosit în picturile de mai târziu, precum Apollo în fierăria lui Vulcan (1630) și Tunica lui Iosif (1630). Criticii de artă afirmă că studiul nud pentru acest tablou este excepțional în contopirea dintre seninătate, demnitate și noblețe. Este un nud frontal de dimensiuni de viață, fără sprijinul unei scene narative.

## Descriere
Velázquez a urmat iconografia acceptată în secolul al XVII-lea. Stăpânul său, Francisco Pacheco, un mare susținător al picturii clasiciste, l-a pictat pe Hristos răstignit folosind aceeași iconografie adoptată ulterior de Velázquez: patru cuie, picioare împreunate și sprijinite pe o mică scândură din lemn, într-o postură clasică contrapposto. Ambele brațe trasează o curbă subtilă, în loc să formeze un triunghi. Pânza este pictată destul de mică, arătând astfel corpul nud cât mai mult posibil. Capul prezintă un halou îngust, ca și cum ar proveni din personajul însuși; chipul se sprijină pe piept, arătând destul de mult din trăsăturile sale. Părul lung, drept, acoperă o mare parte a feței, probabil prevestind moartea, deja petrecută după cum arată rana din partea dreaptă. Îi lipsesc calitățile dramatice caracteristice picturii baroce.

## Istorie
Din cauza lipsei de informații, data picturii nu este cunoscută. Cu toate acestea, istoricii cred că lucrarea a fost realizată după întoarcerea lui Velázquez din Italia, probabil între 1631 și 1632. Influența picturii clasiciste este demonstrată de postura liniștită a corpului, de fața idealizată și de capul aplecat. Pe de altă parte, influența caravaggismului se poate observa în clarobscurul puternic dintre fundal și corp, precum și în fulgerul puternic, artificial, peste cruce.
A fost cel mai probabil o comandă pentru sacristia Conventului San Plácido. Pictura se număra printre elementele lui Manuel Godoy, dar a fost înapoiată Mariei Teresa de Borbón, a 15-a contesa de Chinchón. După moartea ei, tabloul a fost transmis cumnatului ei, ducele de San Fernando de Quiroga, care i l-a dat regelui Fernando al VII-lea. Regele l-a trimis Muzeului Prado.